# The Secret (Austin Mahone)
The Secret è un EP del cantante statunitense Austin Mahone, pubblicato nel 2014.

## Tracce
Edizione standard
1. Till I Find You – 3:00
2. Next to You – 3:04
3. Mmm Yeah (featuring Pitbull) – 3:51
4. Secret – 3:18
5. Can't Fight This Love – 2:46
6. All I Ever Need – 3:33
7. The One I've Waited For – 3:39
8. Shadow (acoustic) – 3:48

Bonus track Edizione internazionale
1. What About Love – 3:23